# Aéroport international d'Héraklion Kastélli
Le nouvel aéroport international d'Héraklion (en grec moderne : Νέος Διεθνής Αερολιμένας Ηρακλείου Κρήτης), ou plus simplement aéroport international Kastélli  en Crète est un projet en construction près de Kastélli qui devrait devenir le nouvel aéroport de la préfecture d'Héraklion, remplaçant l'actuel Aéroport international d'Héraklion Níkos-Kazantzákis, qui fonctionne depuis 1937 à Néa Alikarnassós. Il desservira Héraklion et la Crète en général, tandis que selon le calendrier, le début des opérations est prévu en 2027. Le nouvel aéroport sera l'aéroport le plus moderne du pays et le deuxième plus grand après l'Aéroport international de La Canée, capable d'accueillir plus de 20 millions de visiteurs par an.

## Informations générales
Il desservira 15 000 000 de passagers par an au lancement, tandis que pendant la période de concession, il devrait dépasser les 20 000 000 par an. Il s'agit d'un « aéroport vert » doté de sa propre production et gestion d'énergie, tandis qu'en réponse à la nécessité de prendre soin du changement climatique, l'accent sera mis sur la réduction de l'empreinte CO2. Une autre caractéristique est l'application des critères les plus élevés dans la fourniture des Services, conformément aux spécifications des organisations industrielles reconnues au niveau international (ACI ASQ, IATA Optimum Level).
L'aérogare aura une superficie de 91 000 m². au début des opérations et comporte 8 niveaux. Tout au long du séjour des passagers au terminal, des procédures de contrôle biométrique et automatisées seront mises en place, ainsi que des installations de divertissement, de loisirs, de restauration, de prière et de soutien aux nourrissons et aux mères, créant ainsi une expérience de voyage unique.
Le Nouvel Aéroport vise à entretenir une relation harmonieuse avec la communauté locale et à la mettre en valeur. C'est pour cette raison que des actions sont déjà en cours pour soutenir la communauté locale et mettre en valeur le patrimoine culturel local, tout en offrant simultanément au visiteur un aperçu du lieu et de ses particularités. Dans le même temps, en tant qu’infrastructure moderne, les dernières technologies et les applications innovantes seront à l’avant-garde, tout en parvenant à des accords commerciaux stratégiques.
De plus, ce sera le premier aéroport du pays avec une conception d'îlot d'enregistrement au lieu de la conception linéaire conventionnelle et avec trois rampes indépendantes entre le terminal et les passerelles d'embarquement des passagers, il utilisera la flexibilité offerte par ces caractéristiques ainsi que l'utilisation de machines automatiques pour atteindre, par exemple, la distance physique requise entre les passagers en temps de crise sanitaire.
Une donnée incontournable pour le nouvel aéroport est la stratégie de réduction de la consommation énergétique et de l’empreinte carbone. Cette orientation fondamentale est complétée par la certification LEED du terminal, le recyclage de l’eau, la reforestation, l’énergie solaire, les bornes de recharge pour véhicules électriques, la mobilité électrique et le tri des déchets à la source.
Le plan prévoit la création du nouvel aéroport sur une superficie de 6 000 acres, avec une piste d'une longueur de 3,6 km. et la possibilité de l'étendre à 3,8 km.
Il est rappelé que la nouvelle piste accueillera des avions Boeing 747 et Airbus A330, tandis que le nouvel aéroport sera le premier en Grèce à disposer d'un système MARS (Multiple Apron Ramp System) et de deux passerelles d'embarquement pour les passagers, pour une plus grande flexibilité et efficacité dans la gestion des portes d'embarquement/débarquement. Il peut ainsi accueillir des avions de code D/E selon la désignation de l'Organisation de l'aviation civile internationale (OACI).
L'aéroport international comprendra une zone commerciale accessible depuis le tissu urbain et intégrée de manière appropriée dans le développement résidentiel et spatial plus large de la zone de 800 acres. En ce qui concerne l'accès à l'aéroport, la première connexion majeure entre le nord et le sud de la Crète est réalisée avec l'axe longitudinal qui relie Hersonissos au sud de la Crète, long de 25 kilomètres, tandis qu'avec l'achèvement de la construction de l'axe routier nord de la Crète (VOAK), on estime que l'aéroport sera accessible depuis Héraklion en moins de 25 minutes.
Durant sa période d'exploitation, selon un rapport du Groupe d'action du transport aérien (ATAG), on estime que le nouvel aéroport international d'Héraklion créera environ 7 000 à 7 500 emplois directs (dans la société aéroportuaire, les compagnies aériennes, les sociétés de gestion de manutention, les prestataires de services, etc.). D'après les données de l'ATAG elle-même, on estime qu'elle mobilisera, grâce à la dynamique de développement qu'elle apportera à des secteurs tels que le tourisme et le commerce, environ 35 000 à 37 000 emplois indirects.

## Histoire
La première annonce de l'appel d'offres pour le projet a été faite en mai 2008. Début septembre 2009, le ministre de l'Environnement, des Infrastructures et des Transports de l'époque, Georgios Souflias, a annoncé l'appel d'offres avec la soumission des offres le 9 février 2010. Le coût estimé était de 1 milliard. euros, avec 220 millions. euros à couvrir par un financement de l'État. Le projet a finalement été gelé en raison des prochaines élections, du changement de gouvernement et de la crise économique.
En 2011, le ministre des Infrastructures de l'époque, Yiannis Ragousis, a relancé l'appel d'offres pour le projet et, le 18 octobre 2011, après six prolongations consécutives, l'appel d'offres a été déclaré infructueux.
En 2014, le ministre des Infrastructures de l'époque, Michális Chryssohoïdis, a apporté des améliorations aux caractéristiques du projet, le coût total « chutant » à environ 700 millions. euro. L'appel d'offres était initialement prévu pour le 15 mai 2014, le projet a été prolongé à plusieurs reprises jusqu'au 17 février 2015. Le projet a été à nouveau interrompu en raison des élections et de l'émergence d'un nouveau gouvernement.
Le nouveau gouvernement a examiné tous les appels d'offres activés, et le ministre des Infrastructures de l'époque, Christos Spirtzis, a décidé de maintenir l'appel d'offres pour le nouvel aéroport d'Héraklion. Depuis lors, les prolongations successives ont recommencé et de nouvelles interventions ont dû être apportées aux modalités du concours jusqu'au 27 octobre 2016, avec l'émergence du dispositif TERNA-GMR. Le 21 février 2019, l’accord a été signé et le 14 mai de la même année, il a été ratifié au Parlement. Neuf mois plus tard, le 8 février 2020, le début de la concession et de la période de construction de cinq ans a été officiellement déclaré.

## Situation

### Carte des aéroports en Grèce
| \| 50 km1:6 137 000 \| Agrinion Aktion Alexandreia Alexandroúpoli Andravida Áraxos Astypalée Athènes · E. Venizélos Céphalonie La Canée Chios Corfou Héraklion Icarie Ioannina Kalamata Kalymnos Karpathos Kassos Kastellórizo Kastoria Kavala Cythère Kos Kotroni Kozani Larissa Lemnos Leros Milos Mykonos Mytilène Naxos Néa Anchíalos Paros Rhodes Maritsa Samos Santorin Sitía Skiathos Skyros Sparte Syros Tanagra Tatoi Thessalonique Tripoli Tympaki Zante Kastélli |
| 50 km1:6 137 000 |

## Projets de construction
- 1 piste de 3 600 m de long. Catégorie 4E de l'OACI
- 1 voie de circulation parallèle pour avions de longueur égale
- 8 voies de connexion de la piste avec la voie de circulation parallèle
- 2 voies de connexion avec la piste de l'aéroport militaire
- Aire de stationnement pour avions (aire de trafic) pour 27 positions de stationnement d'avions éloignées de catégorie OACI C et 16 positions de type MARS de catégorie OACI E (ou 10+2 positions de stationnement fixes de catégorie C)
- 1 Terminal Building de 5 niveaux, superficie totale de 91 000 m² (8 niveaux), dont environ 13 000 m². espaces commerciaux et environ 1 000 m². espaces d'exposition permanente
- 11 Bâtiments/Installations pour les besoins d'exploitation de l'aéroport : Tour de contrôle, Service d'incendie, Police, Maintenance de l'aéroport, Installations de la société de manutention au sol, Centre énergétique, Sous-station 150 kV, Réservoirs d'eau, Installation de traitement biologique, Installation de stockage de carburant et de ravitaillement des avions via un système de bouche d'incendie souterraine, * * * Installation de collecte des déchets de l'aéroport
- Espaces de stockage et de bureaux dans l'aéroport de plus de 6 000 m²
- 31 emplacements distants d'alimentation et de coupure de courant de code C de l'OACI avec système de ravitaillement par bouche d'incendie
- 6 places de parking MARS push back pour avions de code E OACI équipés d'une bouche d'incendie à carburant et d'une alimentation électrique 400 Hz et d'air préconditionné
- 4 places de stationnement pour hélicoptères
- Places de stationnement pour au moins 800 véhicules, zones d'attente pour 50 bus touristiques, 150 taxis et 20 minivans.
- Capacité à répondre aux besoins de canalisation complète des déchets urbains des colonies de Thrapsanos, Archangelos, Galelianos, Sklaverochorio, Evangelismos, Lilianos, Agia Paraskevi, Rousochoria vers l'installation de traitement biologique de l'aéroport
- Aires de stationnement et de service pour véhicules (voitures, taxis, bus urbains et commerciaux)
- Réseau routier interne
- Route d'accès à 2 branches avec 4 ronds-points
- Espace commercial de 400 acres

## Détails du projet
- Société aéroportuaire (propriété/gestion) : État grec (45,90 %) – GEK TERNA -(32,46 %) – GMR Airports Ltd (21,64 %)
- Coût de construction : 600 000 000 € (hors équipements aéronautiques)
- Financement de l'État : 280 000 000 €
- Fabricant : GEK TERNA
- Contrepartie compensatoire : 2 % des revenus provenant de l'exploitation du projet (1 % à la municipalité de Minoa Pediada et 1 % aux autorités locales de l'unité régionale d'Héraklion)
- Début des essais : 2026
- Début de l'exploitation : février 2027
- Durée de la concession : 35 ans (expiration le 7.2.2055)
- Durée de la période de conception-construction : jusqu'à (60) mois (à compter du 06/02/2020)